# Wahlrecht der Weimarer Republik

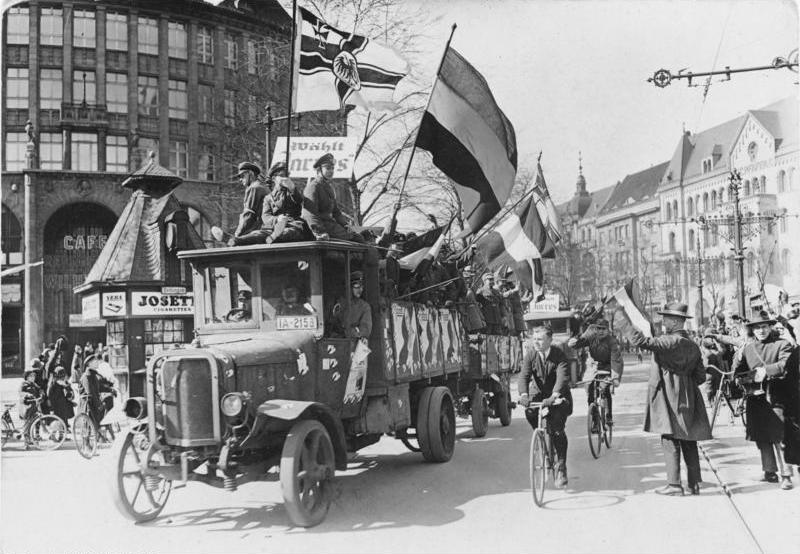
Reichspräsidentenwahl 1925: Anhänger des Rechtsliberalen Karl Jarres fahren durch Berlin.

Nach dem Wahlrecht der Weimarer Republik (1919 bis 1933) konnten die Deutschen sowohl den Reichstag und die Landtage als auch den Reichspräsidenten wählen. Es kam ferner zu zwei Volksentscheiden auf Reichsebene, die aber beide scheiterten.
Die Wahl zur Weimarer Nationalversammlung 1919 war die erste deutschlandweite Wahl nach dem Verhältniswahlsystem. Erstmals durften auch Frauen wählen. Zusammen mit der Absenkung des Wahlalters von 25 auf 20 Jahre und dem Wahlrecht für Soldaten war dies die größte Wahlrechtsausweitung in der deutschen Geschichte. Bei den Reichstagswahlen ab 1920 erhielt eine Partei pro 60.000 Stimmen einen Sitz im Reichstag. Zusatzregeln führten allerdings immer noch zu Unterschieden zwischen Stimmen- und Mandatsanteilen.
Während der Weimarer Republik gab es Ansätze zur Reform der Reichstagswahl, und nach dem Zweiten Weltkrieg wurde darüber diskutiert, ob das Wahlsystem eine Mitschuld am Untergang der Republik hatte. Die herrschende Meinung in der Geschichts- und Politikwissenschaft betont, dass die damalige Verhältniswahl zur Parteienzersplitterung beigetragen habe: Im Reichstag saßen die Vertreter von bis zu 15 Parteien. Die Zersplitterung hat den Aufstieg der NSDAP und den Untergang der Weimarer Republik nicht verursacht. Bedeutsam waren hierfür aber vor allem die sozialmoralischen Milieus, wie sie bereits vor 1918 bestanden hatten.

## Vorgeschichte

### Wahlen im Kaiserreich

Wahlkreise im Kaiserreich

Das allgemeine und gleiche Wahlrecht für Männer gab es bereits seit 1867 für die Wahl zum Reichstag des Norddeutschen Bundes. Allerdings wirkte der Reichstag im Norddeutschen Bund und ab 1871 im Deutschen Reich bei der Gesetzgebung nur mit, und die Regierung war allein dem Kaiser verantwortlich. Trotzdem bewirkte das demokratische Reichstagswahlrecht bereits eine Fundamentalpolitisierung der Massen, wie Hans-Peter Ullmann schreibt.
Ein Reichstagsabgeordneter im Kaiserreich repräsentierte einen Wahlkreis. Erhielt in einem ersten Wahlgang keiner der Wahlkreiskandidaten die absolute Mehrheit, so gab es in einem zweiten Wahlgang eine Stichwahl zwischen den beiden erfolgreichsten. Bei der Stichwahl kam es oft zu Absprachen zwischen den Parteien, wodurch beispielsweise die Bürgerlichen versuchten, einen sozialdemokratischen Abgeordneten zu verhindern.
Große Ungleichheit brachte es mit sich, dass die Wahlkreise nicht der Bevölkerungsentwicklung angepasst wurden. In den Jahren 1871 bis 1912 beispielsweise stieg im ostpreußischen Wahlkreis Heiligenbeil-Preußisch Eylau die Zahl der Wahlberechtigten nur von 18.252 auf 18.988. Der industrialisierte Wahlkreis Bochum aber verzeichnete einen Anstieg von 24.514 auf 162.995.
In den Gliedstaaten des Reiches, wie Preußen, Bayern oder Sachsen, durften die Wahlsysteme anders gestaltet sein als auf Reichsebene. Besonders umstritten war das Dreiklassenwahlrecht in Preußen, bei dem das Stimmengewicht eines Wählers von seinem Steueraufkommen abhing. Die konservativen Parteien (rechts im Parlament sitzend) waren dadurch stark bevorteilt. In den Debatten zur Parlamentarisierung stand das preußische Wahlsystem im Mittelpunkt, da Preußen als größter Teilstaat indirekt über den Bundesrat die Politik im Deutschen Reich bestimmte.

### Reformdiskussion und Reform 1918

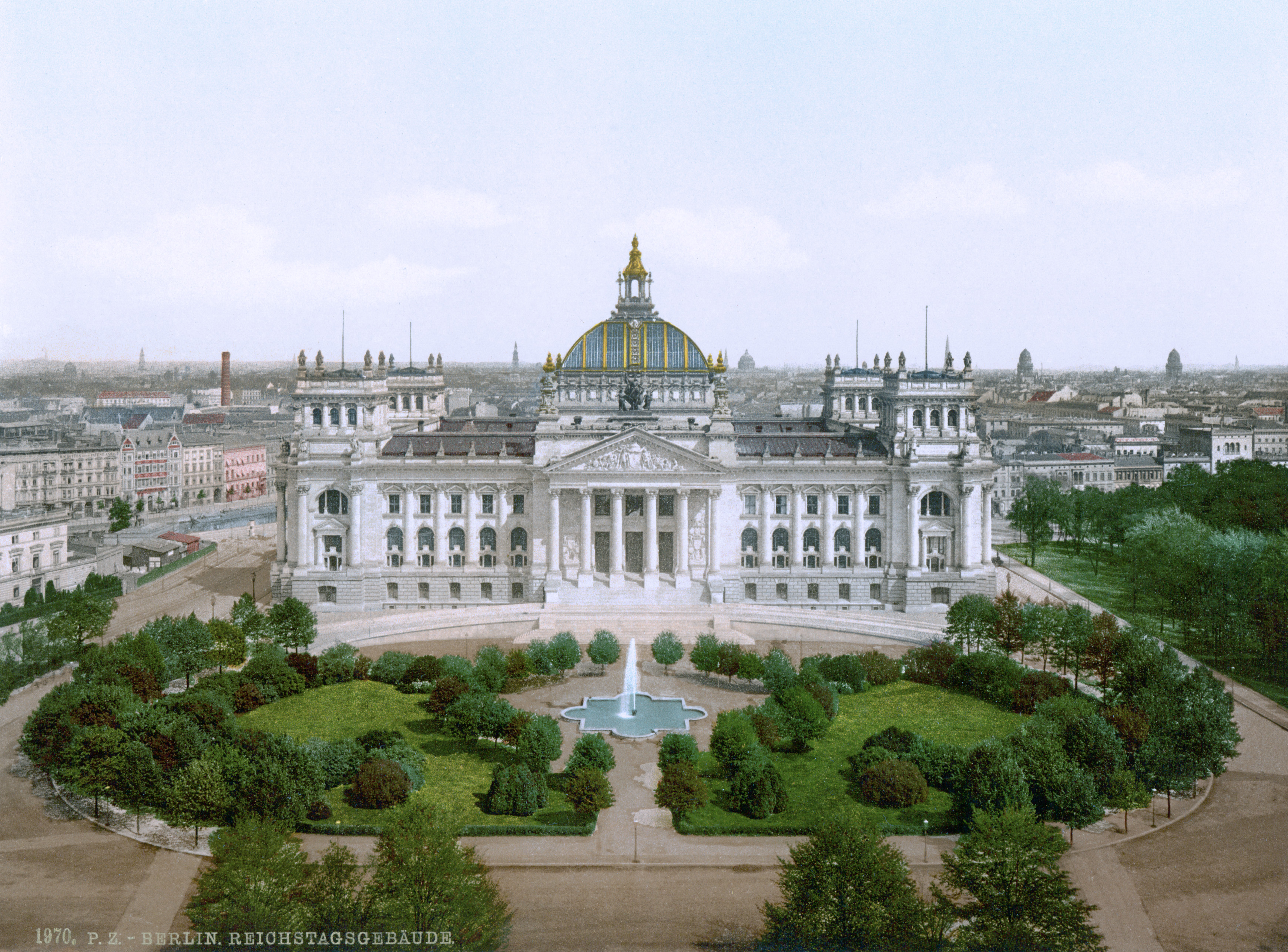
Reichstagsgebäude um 1900

Schon in den 1880er-Jahren gab es Forderungen, das Wahlsystem zu ändern. Bis in die ersten Jahre des 20. Jahrhunderts hinein ging es vor allem um die Wahlkreiseinteilung. Die verfassungsrechtlich mögliche und leicht durchführbare Reform wurde von allen Parteien gefordert, mit Ausnahme der Konservativen und der Polen.
Die Verhältniswahl wurde erstmals in Württemberg 1906 eingeführt, ferner in einigen Bundesstaaten bei den Kommunalwahlen. Selbst die Sozialdemokraten waren nicht eindeutig dafür; die sozialliberale Fortschrittliche Volkspartei einheitlich erst seit dem Krieg 1914. Altkonservative und Freikonservative, katholisches Zentrum und auch die Reichsregierung waren nicht prinzipiell dagegen, obwohl das bestehende Wahlsystem sie begünstigte. Sie sahen bei manchen Kommunalwahlen, wie sie Stimmen in den Städten gewannen. Allerdings waren sie erst im Sommer 1917 zu Zugeständnissen bereit.
Als im März 1917 im Reichstag der Etat beraten wurde, sprachen sich Sozialdemokratie, aber auch der Fortschritt, die Nationalliberalen und andeutungsweise das Zentrum für eine weitere Demokratisierung aus. Es bestand die Angst, dass die SPD die Kriegskredite nicht mehr bewilligen würde, wenn man ihren Forderungen nicht nachkomme.
Der am 30. März 1917 eingesetzte Verfassungsausschuss nahm im Mai einen Entwurf des Fortschritts an. In Wahlkreisen mit großem Bevölkerungswachstum sollten mehrere Mandate nach der Verhältniswahl vergeben werden. 361 alte Wahlkreise sollten weiterhin je einen Abgeordneten entsenden, nach der Mehrheitswahl. In großen Städten hingegen sollten 26 neue Wahlkreise mit insgesamt achtzig Abgeordneten entstehen. Im neuen Großwahlkreis Berlin sollten zehn Abgeordnete gewählt werden, in den übrigen neuen meist je zwei, mit starren Listen. Die letzten beiden Wahlen des Kaiserreichs fanden allerdings noch nach dem alten System statt, nämlich Nachwahlen in Berlin I (15. Oktober 1918, Stichwahl 29. Oktober) und Neustettin (8. November 1918).
Am 24. August 1918 wurde der Entwurf vom Reichstag beschlossen. Dagegen waren die Konservativen, die Polen und die Unabhängigen Sozialdemokraten (USPD). Die (Mehrheits-)Sozialdemokraten stimmten hingegen zu, obwohl das neue Wahlsystem sie ihrer Vorteile dort beraubte, wo sie diese trotz Mehrheitswahl gehabt hatten (in den großstädtischen Wahlkreisen hätten andere Parteien mehr Chancen auf ein Mandat bekommen). Aber sie wollten an der Koalition mit Zentrum und Fortschritt festhalten. Am 7. November sagte Reichskanzler Max von Baden dem Sozialdemokraten Friedrich Ebert die Verhältniswahl zu.

## Wahl zur Nationalversammlung 1919

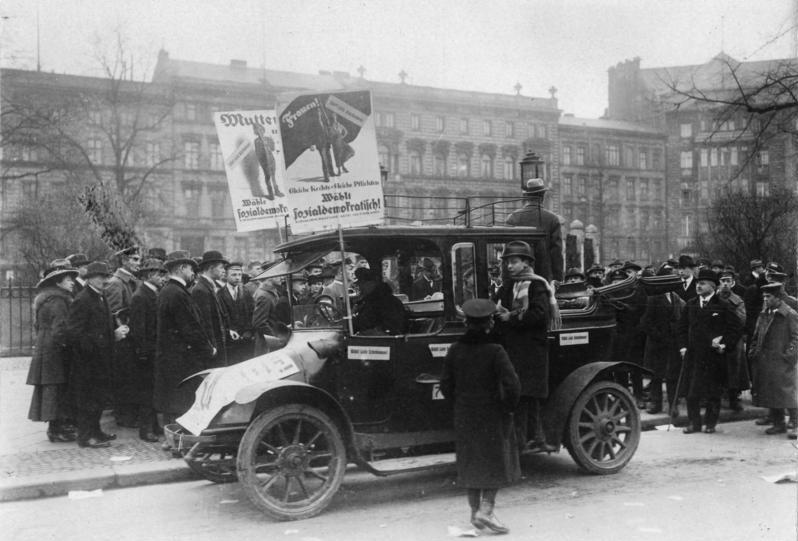
SPD-Wahlkampf für die Wahlen zur Nationalversammlung, Berlin im Januar 1919

Nach der erzwungenen Abdankung des Kaisers am 9. November 1918 entstand eine Übergangsregierung von SPD und USPD, die sich Rat der Volksbeauftragten nannte. Am 12. November führte eine Erklärung des Rates die Verhältniswahl für alle Wahlen in Deutschland ein, gefolgt am 30. November von einer Wahlordnung. Erstmals in Deutschland sollten nicht nur Männer, sondern auch Frauen wählen.
Der Entwurf der Wahlordnung stammte von Robert Alfred Schulze, dem Verfassungs- und Wahlreferenten des Reichsamts des Innern. Der Staatssekretär des Innern Hugo Preuß übernahm den Entwurf anstelle seiner früheren Überlegung von 1917, Reichslisten ohne Wahlkreiseinteilung wählen zu lassen. Die Wahl zur Nationalversammlung fand am 19. Januar 1919 statt.

### Wahlsystem des Übergangs

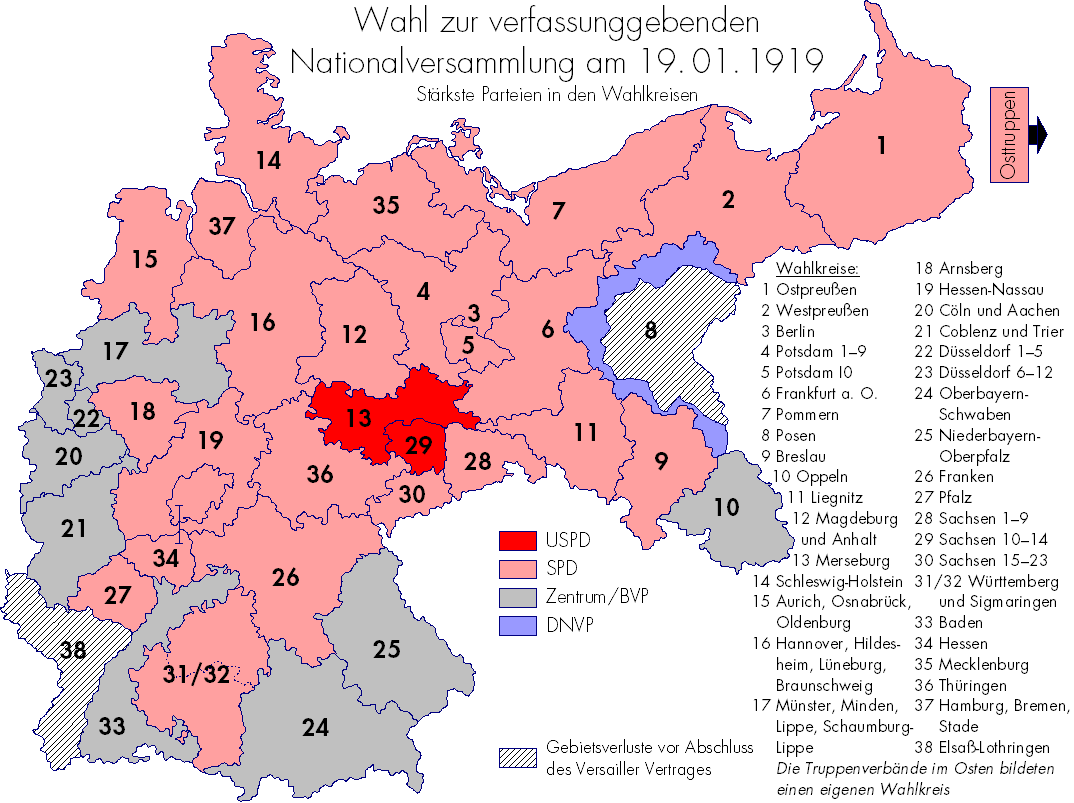
Höchste Stimmenanteile in den Großwahlkreisen von 1919

Die alten Einpersonenwahlkreise wurden durch § 6 der Wahlordnung zu großen Wahlkreisen zusammengelegt. Innerhalb der Wahlkreise wurden mehrere Abgeordnete nach der Verhältniswahl gewählt, durchschnittlich kam ein Abgeordneter auf 150.000 Einwohner. Es gab 37 Wahlkreise mit zwischen sechs und 17 Mandaten. Im 38. Wahlkreis, Elsaß-Lothringen, konnte wegen der französischen Besatzung nicht mehr gewählt werden. Einer der Wahlkreise, Posen, war ein Sonderfall, da die dortigen Polen die Wahl boykottierten.
Die Parteien stellten Listen („Wahlvorschläge“) auf. Listen konnten eine Listenverbindung eingehen. Dadurch erhielten die Listen im Verteilungsverfahren eventuell gemeinsam einen Abgeordneten mehr, als wenn sie getrennt angetreten wären. Die Gesamtzahl der Abgeordneten, die auf die verbundenen Listen gefallen ist, wurde dann je nach Stimmenstärke auf die einzelnen Listen verteilt. Konservative DNVP, nationalliberale DVP und CVP (das Zentrum war zu dieser Wahl ebenfalls unter einem neuen Namen angetreten) verbanden ihre Listen in fast allen Wahlkreisen, sozialliberale DDP, SPD und USPD hingegen fast nirgendwo. Eine Partei konnte nach wie vor nur Mandate erhalten, wenn sie im jeweiligen Wahlkreis auch tatsächlich Kandidaten aufgestellt hatte.
Trotz Verhältniswahl gab es noch gewisse Unterschiede zwischen Stimmenanteil und Mandatsanteil. Das lag unter anderem an der Wahlkreiseinteilung (ohne Reststimmenverwertung) und an den Listenverbindungen. Wäre das Reich ein einziger Wahlkörper gewesen, so hätten die DDP vier und die USPD zehn Mandate mehr erhalten.
Im Durchschnitt benötigte man für einen Sitz in der Nationalversammlung 72.209 Stimmen, die USPD jedoch 105.331 Stimmen. Die regional zentrierten Parteien brauchten deutlich weniger, zum Beispiel der Braunschweigische Landeswahlverband nur 56.858. Es gab wegen der Unproportionalitäten Kritik am Wahlsystem. Im Vergleich zu anderen Problemen der Zeit war diese Diskussion aber von untergeordneter Bedeutung.

### Verfassung 1919 und Reichstagswahlgesetz 1920

Weimarer Reichsverfassung (Schaubild)

Die Einführung der Verhältniswahl wurde allgemein nicht als revolutionär angesehen, sondern als natürliche Entwicklung, wie sie im Kaiserreich begonnen hatte. Prominenter Gegner in der Nationalversammlung war nur der DDP-Abgeordnete Friedrich Naumann, der ein parlamentarisches Regierungssystem mit Verhältniswahl für unmöglich erachtete.
SPD und USPD wollten die Verhältniswahl als Errungenschaft der Revolution geschützt sehen, auch wenn später einmal eine andere Mehrheit den Reichstag beherrschen sollte. Die Verankerung in der Verfassung machte eine (kaum realistische) Zweidrittelmehrheit notwendig, um beispielsweise die Mehrheitswahl wieder einzuführen. So bestimmte die neue Verfassung vom 11. August 1919:

„Die Abgeordneten werden in allgemeiner, gleicher, unmittelbarer und geheimer Wahl von den über zwanzig Jahre alten Männern und Frauen nach den Grundsätzen der Verhältniswahl gewählt. Der Wahltag muß ein Sonntag oder öffentlicher Ruhetag sein. Das Nähere bestimmt das Reichswahlgesetz.“

Mit der Ausarbeitung des Reichswahlgesetzes ließ die Nationalversammlung sich Zeit. Mit drei Vorentwürfen, die sich unter anderem in der Größe der Wahlkreise und der Verwertung von Reststimmen unterschieden, ging das Innenministerium am 19. Januar 1920 an die Öffentlichkeit. Es kam zur Kritik, dass durch diese Vorgehensweise Wahlgesetz und Neuwahl verzögert wurden. Die Nationalversammlung war schließlich nur für die Ausarbeitung einer Verfassung vorgesehen und sollte bald durch einen regulär gewählten Reichstag ersetzt werden. Die Verschleppung wurde als ein Motiv für den rechtsgerichteten Kapp-Putsch vom März 1920 genannt.
Über letzte Fragen wie die Wahlkreiseinteilung entschied das Kabinett erst am 12. März 1920, als der (schnell gescheiterte) Putschversuch schon im Gange war. Am 23. April nahm der Reichstag das Gesetz ohne Gegenstimmen an. Da man in großer Eile den Wahltermin auf den 6. Juni angesetzt hatte, gab es keine Zeit dafür, die geplanten Wahlkreise mit je vier Abgeordneten einzurichten. Man griff auf die Einteilung von 1919 zurück, was alle Parteien nur als kurzfristige Notlösung ansehen wollten.

## Reichstagswahlen

### Wahlberechtigte

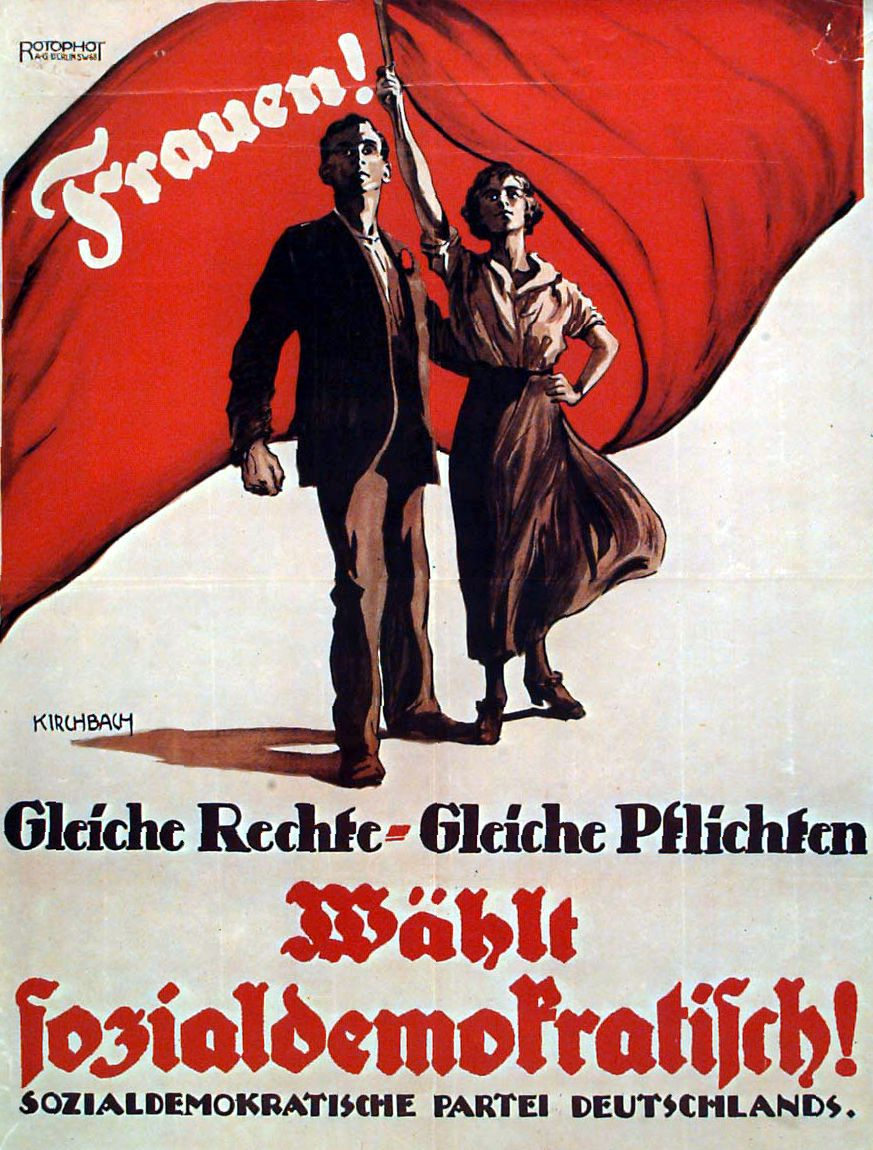
„Gleiche Rechte – Gleiche Pflichten“: SPD-Plakat 1919 mit Bezug auf das neue Frauenwahlrecht

Bereits bei der Wahl zur Nationalversammlung war der Kreis der Wahlberechtigten erheblich ausgeweitet worden, von (1912) 14.441.400 auf 37.362.100 Deutsche. Aktive Soldaten, Frauen und Jugendliche, die in unterschiedlicher Weise ihren Kriegsbeitrag geleistet hatten, erhielten Anerkennung dafür durch die Verleihung des Wahlrechtes, so ein damals unumstrittenes Argument. Ohne Wahlrecht verblieben im Wesentlichen nur Bürger, die das zwanzigste Lebensjahr noch nicht vollendet hatten (zuvor: das fünfundzwanzigste). Die Staatsbürgerschaft musste man mindestens ein Jahr vor dem Wahltag erhalten haben.
Bei den Wahlen zum Reichstag seit 1920 wurde den aktiven Soldaten die Wahlberechtigung wieder genommen; wegen der Verringerung der deutschen Armee auf 100.000 Mann betraf dies allerdings erheblich weniger Menschen als im Kaiserreich. Vom Wahlgang ferner ausgeschlossen waren:
- Entmündigte nach § 6 BGB a.F. (zum Beispiel wegen Geistesschwäche, Trunksucht oder Verschwendung)
- unter Pflegschaft oder vorläufiger Vormundschaft Stehende,
- Personen, die nach einem Strafgerichtsurteil ihre bürgerlichen Ehrenrechte verloren hatten.[30]

Sein Wahlrecht konnte praktisch nicht ausüben, wer als Soldat der Reichswehr angehörte, wer in einer geschlossenen Heil- oder Pflegeanstalt lebte, und wer sich in Straf- oder Untersuchungshaft befand. Wer jedoch aus politischen Gründen in Schutzhaft war, sollte nach Beschluss der Nationalversammlung wählen dürfen. Bei Fürsorgezöglingen sei nach dem Einzelfall zu urteilen, etwa danach, ob jemand in einer Anstalt oder in Familienpflege untergebracht war.
In den frühen Gesetzesentwürfen gab es noch ein Wahlrecht für Auslandsdeutsche, das aber in den Beratungen der Nationalversammlung gestrichen wurde. Es spielte in der späteren Diskussion zur Wahlreform keine zentrale Rolle mehr, ebenso wenig wie die Forderung nach einem Wahlrecht für in Deutschland lebende Österreicher. Die Deutschvölkische Freiheitspartei beantragte 1924, dass deutsche Sprachinseln im Ausland einen Vertreter in den Reichstag entsenden sollten, das war aber kaum ernst gemeinte Propaganda, urteilt Eberhard Schanbacher. Im Ausland lebenden deutschen Staatsbürgern wurde erst in der Bundesrepublik die Wahl ermöglicht.

#### Frauenwahlrecht

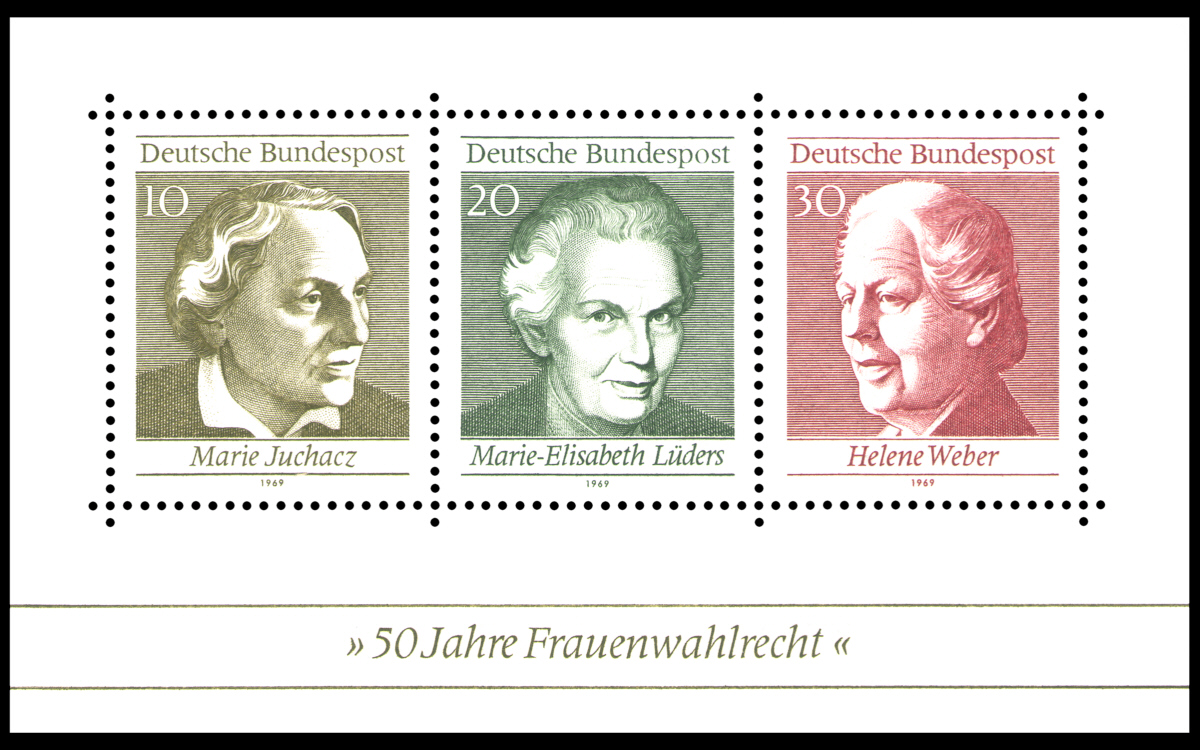
Drei Abgeordnete der Nationalversammlung auf einer Briefmarke von 1969, von links: Marie Juchacz (SPD), Marie-Elisabeth Lüders (DDP), Helene Weber (Zentrum)

In der Nationalversammlung gab es noch geringen Widerstand gegen das Frauenwahlrecht. Konservative Kritik lautete, die Frau solle nicht in das Schmutzige der Politik gezogen und der Ehe und dem Haushalt entfremdet werden. Frauenvereine hingegen forderten erfolglos Quoten, die einen gewissen Prozentsatz und bestimmte Plätze auf den Kandidatenlisten für Frauen reservierten.
Bereits in der Weimarer Republik stellte man fest, dass die Wahlbeteiligung von Frauen niedriger war als die von Männern (es gab zum Teil amtliche Auszählungen dem Geschlecht nach). Extremistische Parteien wie die NSDAP und die KPD waren eher Männerparteien, Frauen bevorzugten überdurchschnittlich christliche, nationale und konservative Parteien.
Erst in den 1970er-Jahren in der Bundesrepublik näherten sich Männer und Frauen in den Punkten Wahlbeteiligung und Parteienpräferenz an. Der Frauenanteil in der Weimarer Nationalversammlung lag mit 9,6 % seinerzeit höher als in jedem anderen Land; erst 1987 übertraf der Anteil im Bundestag den in der Weimarer Nationalversammlung deutlich.

#### Wahlalter
Im Kaiserreich machte die SPD sich stark für eine Herabsenkung des Wahlalters von 25 auf 20 Jahre und argumentierte im März 1917 mit dem Kriegsdienst. Gegner der Idee, wie die Liberalen und Katholiken, antworteten, dass dann das Alter noch weiter herabgesenkt werden müsse, um die noch jüngeren Soldaten nicht zu benachteiligen. Der Kriegsdienst führe außerdem nicht automatisch zur politischen Reife. Ein sozialdemokratischer Vorstoß im interfraktionellen Ausschuss vom 8. November 1918 wurde nicht mehr beraten.
Am 12. November 1918 kündigte der Rat der Volksbeauftragten die Herabsenkung des aktiven und passiven Wahlalters auf 20 Jahre an. Innenminister Hugo Preuß entsprach dem am 26. November 1918, wobei er selbst die Altersgrenze bei 21 Jahren befürwortete. Das verband er mit der Frage der Volljährigkeit (seit 1876 reichseinheitlich bei 21 Jahren).
In der Nationalversammlung waren SPD und DDP für eine Festlegung des Wahlalters in der Verfassung, DNVP und DVP dagegen. In der Reichsverfassung wurde dann nur das aktive Wahlalter festgeschrieben, es lag bei 20 Jahren. Das Reichstagswahlgesetz von 1920 legte die Wählbarkeit fest, sie wurde auf 25 Jahre festgeschrieben.

### Ausführung und Wahlhandlung

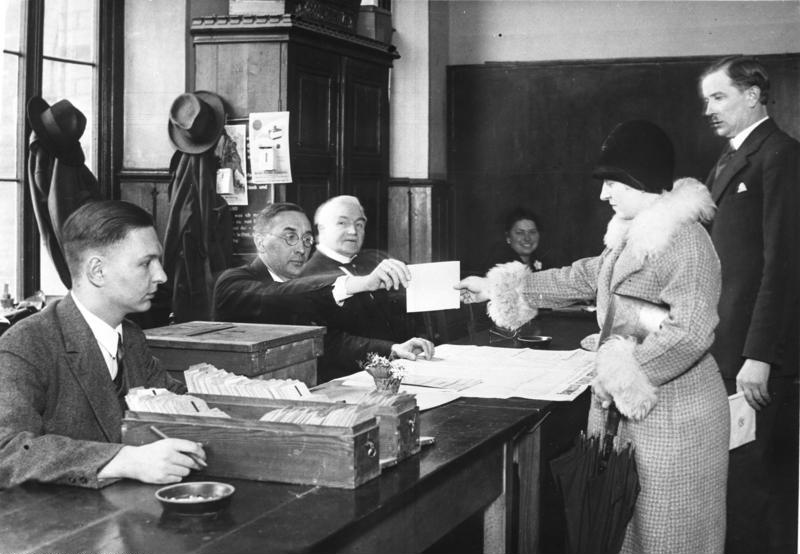
Wahllokal bei einer Reichstagswahl in Braunschweig, um 1930

Mit den Wahlangelegenheiten war das Reichsinnenministerium betraut, das auch den Reichswahlleiter ernannte. Für die Ausführung des Wahlgesetzes waren die Landesbehörden zuständig, abhängig von den Bestimmungen im jeweiligen Land.
Wählen konnte nur, wer in eine Wählerliste bzw. eine Wahlkartei eingetragen war. Die Listen oder Karteien wurden von den Gemeindebehörden geführt. Wer am Wahltag nicht oder nur unter Schwierigkeiten an seinem Wohnort wählen konnte, hatte die Möglichkeit, sich einen Wahlschein zu besorgen. Man stellte einen formlosen Antrag, mündlich oder schriftlich, mit dem man glaubhaft machen musste, dass man beispielsweise aus zwingenden beruflichen Gründen nicht am Wohnort wählen konnte. Mit einem Wahlschein durfte der Wähler dann am Wahltag in jedem beliebigen Wahlbezirk wählen.
Eine Wahlpflicht wurde in der Nationalversammlung erwogen und 1922 von der DNVP gefordert, die Idee konnte sich jedoch nicht durchsetzen. Man argumentierte mit der genauen Wiedergabe der Volksmeinung; parteitaktische Überlegungen gingen dahin, dass die bürgerlichen oder rechten Wähler gegenüber den besser organisierten Linken mobilisiert werden müssten. Erfahrungen in Detmold und Belgien hatten jedoch gezeigt, dass die Wahlpflicht sich kaum durchsetzen ließ.

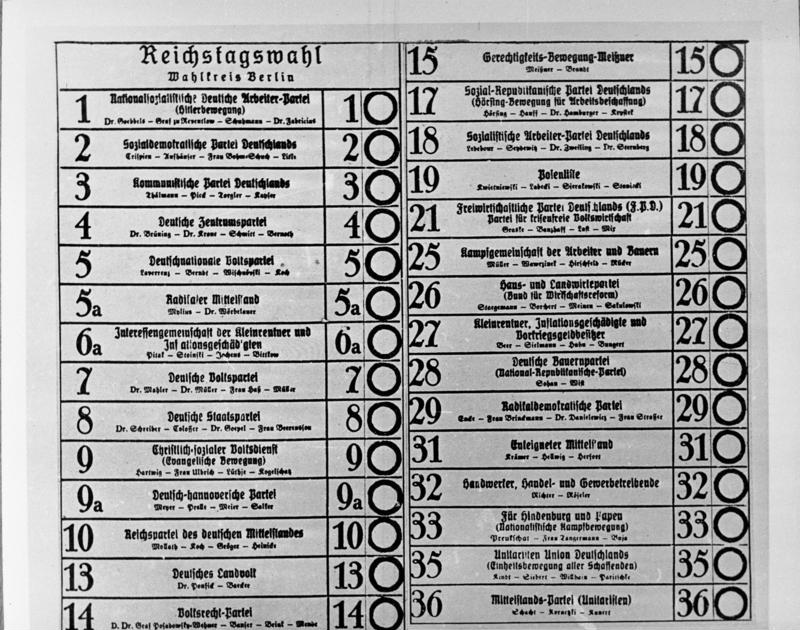
Wahlzettel im Wahlkreis Berlin, November 1932

Den Wahltag setzte der Reichspräsident fest. Seit November 1918 musste es sich um einen Sonntag oder Feiertag handeln, entsprechend einer alten Forderung der Sozialdemokratie. Fiel der Wahltag in die Zeit vom 1. April bis zum 30. September, so waren die Wahllokale von 8 Uhr morgens bis abends um 18 Uhr geöffnet. Im Winterhalbjahr verschob sich dies um je eine Stunde nach hinten. In Wahlbezirken mit weniger als tausend Einwohnern durfte die Wahldauer kürzer sein.
Der Staat hatte es lange Zeit aus Kostengründen abgelehnt, Stimmzettel zu drucken. Das war Aufgabe der Parteien, die Stimmzettel (nur mit ihren eigenen Kandidaten) per Post verschickten oder dem Wähler vor dem Wahlraum in die Hand drückten. 1907 kostete das Drucken der Stimmzettel eine Partei pro Wahlkreis etwa 100 Mark, das wesentlich größere Problem war jedoch die Verteilung, die die Mitarbeit von 50 bis 100 Helfern nötig machen konnte. Auch im Hinblick auf die mit dem alten System verbundene Papierverschwendung druckte der Staat seit 1923 die Stimmzettel und stellte sie im Wahlraum zur Verfügung. Auf einem solchen Stimmzettel waren alle kandidierenden Listen aufgeführt. Der Wähler musste darauf die Liste seiner Wahl mit Stift kenntlich machen.

### Wahlkreise und Bewerber
Siehe: Liste der Wahlkreise und Wahlkreisverbände der Weimarer Republik

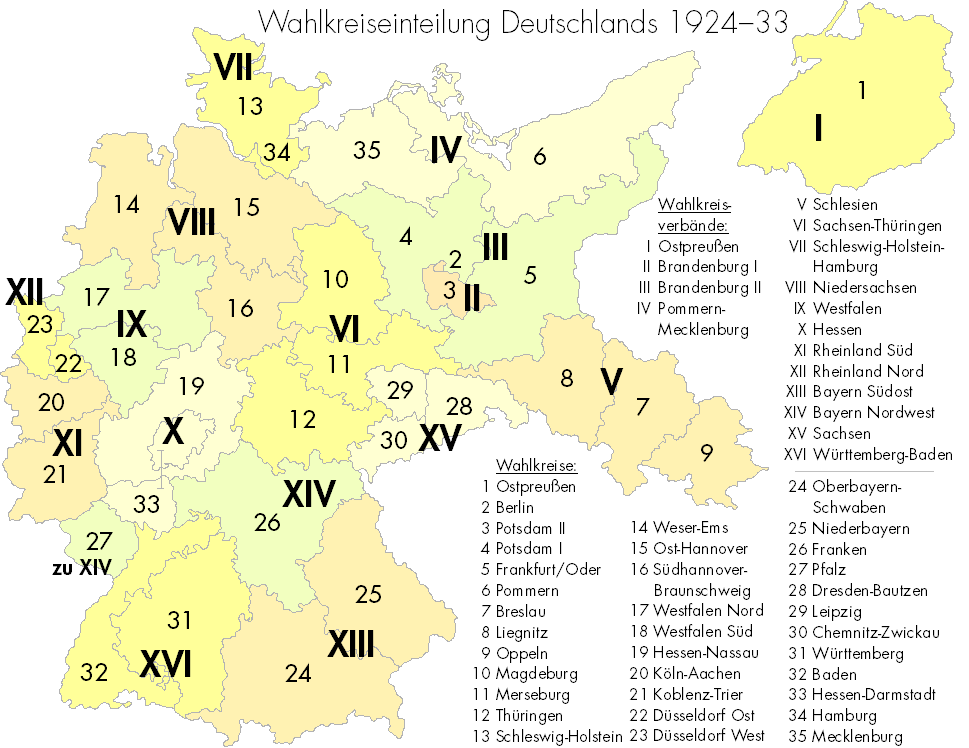
Wahlkreise und Wahlkreisverbände seit 1924

Das Reich war in 35 Wahlkreise eingeteilt. In der Regel reichte eine Partei in jedem Wahlkreis eine Liste („Kreiswahlvorschlag“) ein. In jedem Kreiswahlvorschlag waren ein Vertrauensmann und dessen Stellvertreter zu benennen. Der Vertrauensmann oder sein Stellvertreter konnte erklären, dass die Reststimmen des Kreiswahlvorschlags einem Reichswahlvorschlag zuzurechnen seien („Anschlusserklärung“). Üblicherweise stellte jede Partei einen Reichswahlvorschlag auf und alle Kreiswahlvorschläge der Partei wurden diesem angeschlossen. Es war aber auch möglich, Kreiswahlvorschläge verschiedener Parteien demselben Reichswahlvorschlag anzuschließen. So waren z. B. bei der Reichstagswahl im März 1933 die Kreiswahlvorschläge der DStP dem Reichswahlvorschlag der SPD angeschlossen, die im Gegenzug DStP-Bewerber auf ihrem Reichswahlvorschlag platziert hatte.
Die 35 Wahlkreise waren zu 16 Wahlkreisverbänden zusammengefasst, die mit einer Ausnahme jeweils zwei oder drei Wahlkreise umfassten. Kreiswahlvorschläge für Wahlkreise desselben Wahlkreisverbandes konnten durch gegenseitige Erklärungen der Vertrauenspersonen miteinander verbunden werden („Verbindungserklärung“). Eine Verbindung war nur zwischen Kreiswahlvorschlägen möglich, die entweder alle keinem oder alle demselben Reichswahlvorschlag angeschlossen waren.
Wählbar war jeder Reichsbürger ab 25 Jahren, einschließlich der Soldaten, obwohl diese selbst nicht wählen durften. Ein Kandidat brauchte nicht in dem Wahlkreis zu wohnen, in dem er auf einer Liste kandidierte. Er durfte pro Wahlkreis nur auf einer Liste stehen, ansonsten aber auch auf anderen mit seiner Liste verbundenen Listen. Das heißt, er durfte für seine Partei gleichzeitig in mehreren Wahlkreisen und auf der Reichsliste kandidieren.

### Auswertung
In vielen Verhältniswahlsystemen steht die Zahl der zu vergebenen Mandate vorher fest. Das Weimarer System, ein Reststimmenverfahren, ging jedoch nach der sogenannten automatischen Methode vor. Grundsätzlich erhielt eine Partei für jeweils 60.000 Stimmen ein Mandat. Folglich hing die Gesamtzahl der Mandate davon ab, wie viele Stimmen insgesamt abgegeben wurden. Bei einem Anwachsen der Wahlbevölkerung oder einer höheren Wahlbeteiligung gab es einen größeren Reichstag.
| Anzahl | Ebene | Listen                                                                                          |
| ------ | --- | ----------------------------------------------------------------------------------------------- |
| 1      | Reich | Reichswahlvorschläge, von den Parteizentralen erstellt                                          |
| 16     | Wahlkreisverbände, die jeweils zwei oder drei Wahlkreise umfassen (der Wahlkreisverband I bestand mit Ostpreußen aus nur einem Wahlkreis) | (ohne, es wurde der Wahlvorschlag aus dem Wahlkreis mit den meisten Reststimmen berücksichtigt) |
| 35     | Wahlkreise | Kreiswahlvorschläge, von den Parteien vor Ort erstellt                                          |

Zunächst erhielt jeder Kreiswahlvorschlag für volle 60.000 Stimmen jeweils einen Sitz. Hatte ein Kreiswahlvorschlag weniger als 60.000 Stimmen erhalten oder blieben Reststimmen übrig, wurden diese Stimmen auf die nächste Auswertungsebene übertragen. Das war in der Regel der Wahlkreisverband, nur in Ostpreußen gingen die Reststimmen direkt an den Reichswahlvorschlag. Im Wahlkreisverband wurde für jeweils volle 60.000 Stimmen ein Mandat vergeben, jedoch nur dann, wenn wenigstens einer der verbundenen Kreiswahlvorschläge mindestens 30.000 Stimmen erhalten hatte. Da es keine Listen eigens für diese Ebene gab, fielen die hierbei erhaltenen Sitze denjenigen Kreiswahlvorschlägen zu, die die meisten Reststimmen hatten; bei Stimmengleichheit entschied das Los. Die im Wahlkreisverband nicht verwerteten Reststimmen wurden auf den Reichswahlvorschlag übertragen.
Jeder Reichswahlvorschlag erhielt für jeweils volle 60.000 Reststimmen einen Sitz. Blieben danach mehr als 30.000 Reststimmen übrig, erhielt der Reichswahlvorschlag einen weiteren Sitz. Ein Reichswahlvorschlag konnte aber nicht mehr Sitze erhalten, als alle angeschlossenen Kreiswahlvorschläge zusammen bereits bekommen hatten. Das bedeutete, dass eine Partei (sofern nur Wahlvorschläge dieser Partei dem Reichswahlvorschlag angeschlossen waren) nur dann Sitze erhalten konnte, wenn sie mindestens 60.000 Stimmen entweder in einem Wahlkreis oder in einem Wahlkreisverband erreichte und gleichzeitig einer ihrer Kreiswahlvorschläge in diesem Wahlkreisverband mindestens 30.000 Stimmen bekam. Eine kleine Partei hatte daher einen Vorteil, wenn ihre Anhänger regional konzentriert wohnten. Parteien mit weit verstreuter Anhängerschaft waren im Nachteil. Theoretisch hätte eine Partei mit 29.999 Stimmen in jedem der 35 Wahlkreise zwar insgesamt mehr als eine Million Stimmen, aber kein Mandat erhalten.
Bei der Reichstagswahl vom Mai 1924 errang aufgrund dieser Regelung der Bayerische Bauernbund mit 192.786 Stimmen drei Mandate, die USPD mit 235.145 Stimmen kein einziges. Schanbacher zufolge blieben bei den Reichstagswahlen zwischen 1,4 und 5,0 % der Stimmen unberücksichtigt. Von den antretenden Parteien erzielten nur etwa die Hälfte Mandate.
Jeder Kreis- und Reichswahlvorschlag musste vor der Wahl von mindestens zwanzig Stimmberechtigten unterzeichnet worden sein. Der Aufwand bezüglich der Unterstützerlisten war somit kein Hindernis für die Teilnahme nicht etablierter Parteien. Erst am 2. Februar 1933 wurde die Hürde auf 60.000 Unterschriften erhöht (in einem Wahlkreis, in den übrigen je fünfzig).
Falls auf einen Kreiswahlvorschlag mehr Mandate entfielen als er Kandidaten auflistete, wurden die überfälligen Mandate anhand der Listen in den verbundenen Wahlkreisen oder anhand der Reichsliste besetzt. Ein Kandidat, der auf mehreren verbundenen Listen kandidiert hatte und mehrfach gewählt worden war, musste sich innerhalb einer Woche nach der Wahl entscheiden, welches Mandat er annehmen wollte. Bei Rücktritt oder Tod eines Abgeordneten ging sein Mandat an denjenigen Kandidaten über, der auf der Liste nach ihm gestanden hatte.

### Haltung der Parteien zu Reformen
Die Sozialdemokraten waren skeptisch gegenüber Wahlreformen, da sie fürchteten, Errungenschaften der Revolution könnten abgeschafft und wieder Benachteiligungen für die Sozialdemokratie eingeführt werden. Allenfalls eine Gruppe jüngerer SPD-Politiker war für eine Reform Richtung Mehrheitswahlrecht aufgeschlossen. Das Zentrum befürwortete eine Reform und betonte die funktionale Bedeutung von Wahlen, konnte sich aber auf keinen Entwurf einigen.
Die DDP strebte nach kleineren Wahlkreisen oder Einerwahlkreisen, auch als sie selbst immer weniger Stimmen erhielt. Zwar ähnelten die Auffassungen des DVP-Führers Gustav Stresemann denen der DDP, die Partei selbst aber war an einer Reform desinteressiert. Das rührte zunächst von ihrer negativen Haltung zur Verfassung selbst her, später sah sie, dass beispielsweise ein Wegfallen der Reststimmenauswertung sie selbst getroffen hätte. Wie auch Zentrumskanzler Heinrich Brüning fand die DVP die Frage des Wahlsystems von geringer Bedeutung, sie wünschte sich weitergehende Verfassungsänderungen hin zu einem stärkeren Reichspräsidenten. Letzteres gilt auch für die DNVP, während Kommunisten und Nationalsozialisten den Parlamentarismus und jegliche Wahlreform grundsätzlich ablehnten.

### Reformversuche
Alle Reichsregierungen seit 1924 – und die meisten davor – setzten sich eine Wahlreform zum Ziel. Wegen der Schwierigkeit einer Verfassungsänderung bemühten sie sich, Verbesserungen in Richtung einer mehr personenbezogenen Wahl bei Wahrung der Verhältniswahl zu realisieren. Es sollte ein höherer faktischer Prozentsatz nötig sein, um Mandate zu erhalten, zu erreichen etwa durch kleinere Wahlkreise und eine eingeschränkte Verwertung von Reststimmen. Zustande kamen jedoch nur kleinere technische Änderungen (Gesetze zur Änderung des Reichswahlgesetz vom 24. Oktober 1922, 31. Dezember 1923 und 13. März 1924).
Theoretisch hätte man das Reichstagswahlgesetz durch Diktatur-Notverordnungen des Reichspräsidenten oder aufgrund eines Ermächtigungsgesetzes des Reichstags ändern können. Man hatte beispielsweise Anfang 1924 jedoch Skrupel, die Reform über das Ermächtigungsgesetz vom Dezember 1923 zu realisieren: Die betroffene Volksvertretung sollte sich ihr Wahlsystem selbst geben.

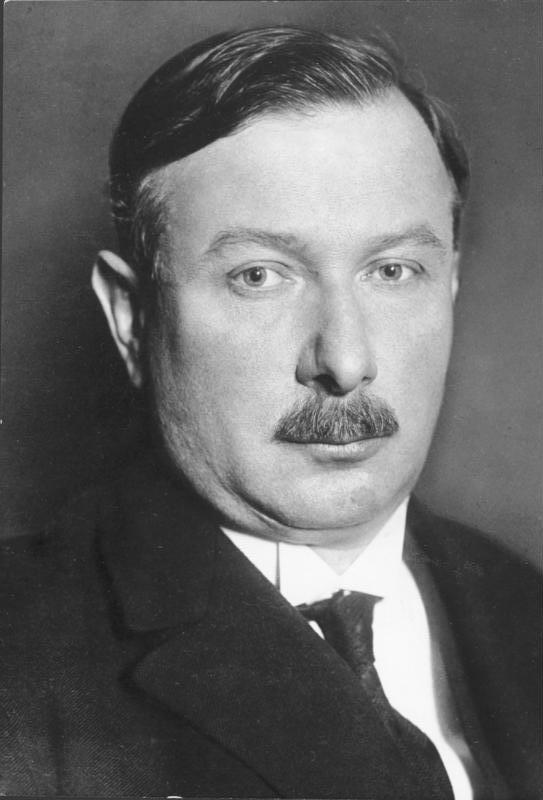
Joseph Wirth vom Zentrum war 1921/1922 Reichskanzler und 1930/1931 Reichsinnenminister. 1930 machte er den letzten ernsthaften Vorstoß zu einer Wahlreform.

Der spätere Regierungsentwurf von Karl Jarres vom 21. August 1924 war der einzige, der je dem Reichstag zugeleitet wurde. Das Wahlgebiet war in 156 Wahlkreisen mit 16 Wahlkreisverbänden einzuteilen, die Abgeordnetenzahl war mit 399 festgelegt, für einen Sitz sollten 75.000 Stimmen nötig sein. Ein kompliziertes Verteilungssystem hätte bewirkt, dass eine Partei normalerweise pro Wahlkreis höchstens einen Sitz bekam, für einen zweiten auf die Reststimmenverwertung auf höherer Ebene angewiesen war. Weiterhin durften durch eine Reichsliste nur so viele Mandate verteilt werden, wie die Partei bereits in den Wahlkreisen erhalten hatte. Da es für eine kleine Partei schwierig gewesen wäre, einen Wahlkreissitz zu erringen, hätte sie kaum Sitze über die Reichsliste erhalten.
Am 19. August 1930, noch vor der Wahl im September, beriet Heinrich Brünings Kabinett über einen Entwurf von Innenminister Joseph Wirth, dem zufolge Elemente der Mehrheitswahl eingeführt werden sollten. Außerdem sollten Splittergruppen durch wirksame Sperrklauseln aus dem Parlament gehalten werden. Die betroffenen Kleinparteien, zu denen jetzt auch die DDP gehörte, leisteten erwartungsgemäß Widerstand. Der Entwurf hätte nach den verheerenden Wahlergebnissen der Septemberwahl 1930 bedeutet, dass die bürgerliche Mitte von 21,2 % auf 11,5 % herabgesunken wäre. Während der Staatssekretär der Reichskanzlei Hermann Pünder noch im November an die Auflösung des Reichstags und eine Wahlreform per Notverordnung dachte, hatte Brüning die Hoffnung aufgegeben, durch eine Reform dem Parlament seine Handlungsfähigkeit zurückzugeben.
Der neue Kanzler Franz von Papen schlug im August 1932 vor, das Wahlalter etwa um fünf Jahre zu erhöhen, hohe Schranken gegen Splitterparteien einzuführen und die Listenwahl zu beseitigen. Kriegsteilnehmer und Familienväter sollten Zusatzstimmen erhalten. Fast alle Parteien lehnten die Vorschläge ab. Sein Nachfolger Kurt von Schleicher zeigte sich an Verfassungsänderungen (und damit an tiefgreifenden Wahlreformen) uninteressiert.

## Wahl des Reichspräsidenten
Das Staatsoberhaupt der Deutschen Republik war der Reichspräsident. Er ernannte die Regierung und hatte in Notfällen außerordentliche Vollmachten zur Gefahrenabwehr. Die Verfassung sah vor, dass er alle sieben Jahre direkt vom Volk gewählt wurde. Eine Wiederwahl war unbegrenzt möglich (Art. 41, 43).
Die Nationalversammlung hatte Friedrich Ebert am 11. Februar 1919 zum Reichspräsidenten gewählt. Nicht nur mit der ersten Wahl des Reichstags, auch mit der des Reichspräsidenten ließ die demokratische Mehrheit sich Zeit. Zwar gab es bereits seit dem 4. Mai 1920 ein Gesetz über die Wahl des Reichspräsidenten. Doch noch 1922 fürchtete man, ein weit rechtsstehender Kandidat könnte gewählt werden. So konkretisierte der Reichstag im Oktober 1922 die Amtszeit Eberts durch das Gesetz zur Änderung des Artikels 180 der Reichsverfassung: Er sollte bis zum 30. Juni 1925 amtieren.
Tatsächlich starb Ebert bereits einige Monate vorher, am 28. Februar 1925. So kam es erstmals zur Volkswahl des Reichspräsidenten. Wählbar war jeder Deutsche über 35 Jahre, wahlberechtigt jeder, der den Reichstag mitwählen durfte. Ein Kandidat benötigte die absolute Mehrheit (der Wählenden), um gewählt zu werden. Erreichte niemand sie im ersten Wahlgang, kam es zu einem zweiten Wahlgang, in dem die relative Mehrheit reichte. Es handelte sich nicht um eine Stichwahl, denn im zweiten Wahlgang durften sogar neue Kandidaten antreten.

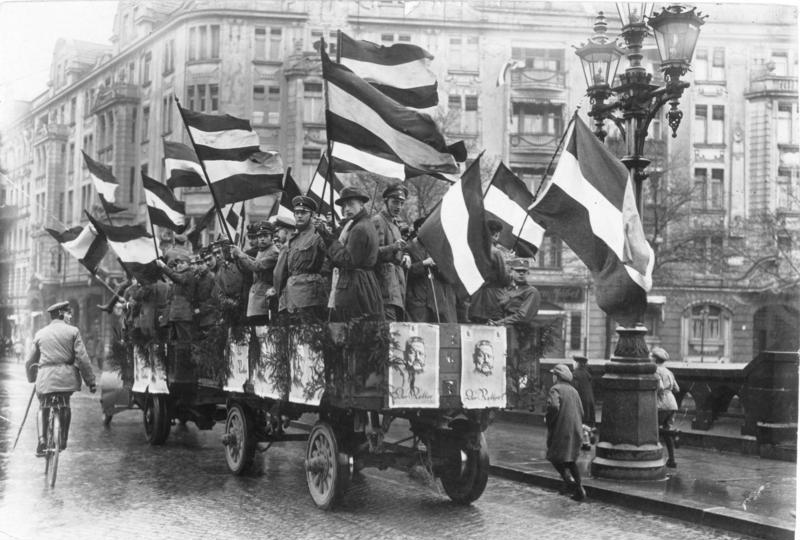
Wahlpropaganda für den Kandidaten Paul von Hindenburg bei der Reichspräsidentenwahl 1925

Am 29. März 1925 fand der erste Wahlgang statt. Der DVP-Politiker Karl Jarres erhielt als Kandidat der Rechtsparteien mit 38,2 % die meisten Stimmen. Otto Braun, der SPD-Ministerpräsident Preußens, lag zwar auf Platz zwei, die republiktreuen Parteien fürchteten aber, dass er als ihr gemeinsamer Kandidat die bürgerlichen Wähler nicht anziehen könne. Darum stellten sie für den zweiten Wahlgang den Zentrumskandidaten Wilhelm Marx wieder auf. Die Rechte einigte sich jedoch auf den ehemaligen Weltkriegsgeneral Paul von Hindenburg, der im ersten Wahlgang nicht angetreten war. Hindenburg siegte im zweiten Wahlgang am 26. April mit 48,3 % gegenüber 45,3 % für Marx. Der KPD-Kandidat Ernst Thälmann erzielte 6,4 % der Stimmen.
Sieben Jahre später, am 13. März und 10. April 1932, wurde Hindenburg wiedergewählt. Bedeutendster Gegenkandidat war der NSDAP-Führer Adolf Hitler. Erst im zweiten Wahlgang kam Hindenburg, der von den republiktreuen Parteien als das kleinere Übel unterstützt wurde, auf die absolute Mehrheit.

## Volksgesetzgebung und Abstimmungen
Bereits 1869 hatten die Sozialdemokraten eine Gesetzgebung durch Volksbegehren und Volksentscheid gefordert. Trotz vereinzelter Bedenken blieben SPD und USPD dabei auch in der Nationalversammlung. Die DDP und die DNVP schlossen sich dem an, während die DVP die Volksgesetzgebung ablehnte. Ebenso wie bei der Volkswahl des Reichspräsidenten sah man in der Volksgesetzgebung ein Gegengewicht zu einer Allmacht des Reichstags.

### Verfahren

Flussdiagramm: vom Volksbegehren zum Gesetz

Bereits das Gesetz über die vorläufige Reichsgewalt vom 10. Februar 1919 sprach von der Möglichkeit des Reichspräsidenten, bei Streit zwischen Parlament und Ländervertretung eine Volksabstimmung über einen Gesetzentwurf einzuberufen (§ 4,2). Mit Elementen der direkten Demokratie wollte die Nationalversammlung das System weiter ausbalancieren und eine ergänzende „Volksgesetzgebung“ einrichten. Das Gesetz über den Volksentscheid stammt vom 27. Juni 1921.
Die Reichsverfassung sah Volksentscheide vor:
- Der Reichstag konnte mit Zweidrittelmehrheit eine Volksabstimmung über die Amtsabsetzung des Reichspräsidenten einberufen. Eine Bestätigung des Reichspräsidenten jedoch bedeutete eine Neuwahl und bewirkte die Auflösung des Reichstags (Art. 43).
- Hatte der Reichstag ein Gesetz beschlossen, konnte der Reichspräsident es dem Volksentscheid unterbreiten, wenn er es nicht unterzeichnen wollte (Art. 73,1).
- Bei Meinungsverschiedenheiten zwischen Reichstag und Reichsrat konnte der Reichspräsident einen Volksentscheid anordnen (Art. 74,3).
- Stimmte der Reichsrat einer vom Reichstag beschlossenen Verfassungsänderung nicht zu, konnte der Reichstag einen Volksentscheid verlangen (Art. 76,2).
- Der Reichspräsident konnte einen Volksentscheid über den Haushaltsplan, Abgabengesetze und Besoldungsverordnungen einberufen (Art. 73,4).

Ein Volksentscheid über einen Gesetzesentwurf konnte ferner von einem Volksbegehren verlangt werden, und dies war das einzige Verfahren, mit dem es in der Weimarer Zeit tatsächlich zu Volksentscheiden kam. Die weitere Grundlage dafür lieferten das Gesetz über den Volksentscheid vom 27. Juni 1921 und die Reichsstimmordnung vom 14. März 1924. Die Antragsteller mussten zunächst dem Reichsinnenminister einen Gesetzesentwurf und die Unterschriften von fünftausend Stimmberechtigten vorlegen. Alternativ reichte es, wenn eine Vereinigung nachweisen konnte, dass hunderttausend (stimmberechtigte) Mitglieder den Antrag unterstützten. In der Praxis waren Volksbegehren Parteibegehren, Vorstöße ohne den Rückhalt einer großen Partei scheiterten früh.
Nach erfolgreichem Antrag kam es zum Volksbegehren. Dazu bestimmte der Minister die Tage, an denen Stimmberechtigte sich in Unterstützerlisten eintragen konnten. Notwendig war in der Regel die Unterstützung von einem Zehntel aller Stimmberechtigten. Nach erfolgreichem Volksbegehren musste die Reichsregierung dem Reichstag eine offizielle Stellungnahme zum Gesetzesentwurf vorlegen.
Lehnte der Reichstag den Gesetzesentwurf des Volksbegehrens ab, so kam es zum Volksentscheid. Innenministerium und Staatsrechtslehre erschwerten den Erfolg erheblich, da ein Verfassungsartikel so auslegt wurde, dass die bejahende Mehrheit der (absoluten) Mehrheit aller stimmberechtigten Bürger entsprechen musste. Der Verfassungshistoriker Ernst Rudolf Huber verurteilt diese Praxis als verfassungswidrig.

### Volksbegehren auf Reichsebene

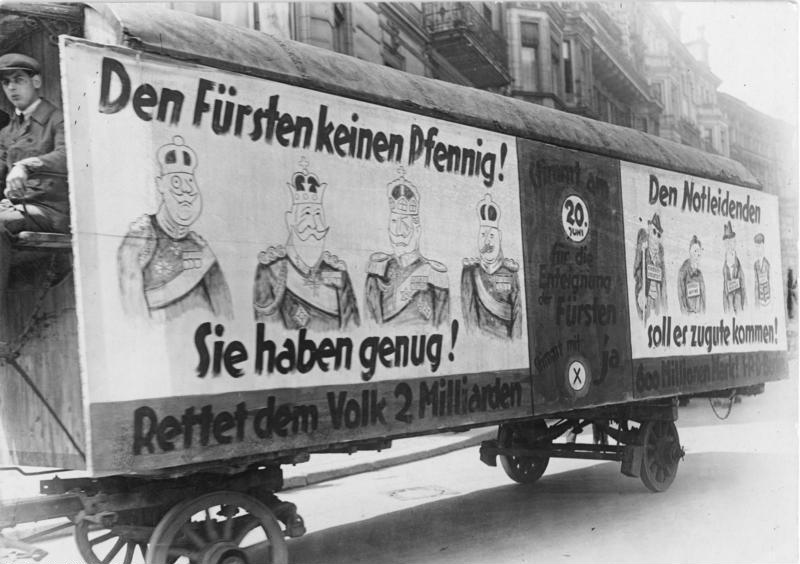
Propaganda zur geplanten Fürstenenteignung 1926

Vier Ansätze scheiterten bereits bei der Antragstellung beim Reichsinnenminister. Drei Ansätze führten tatsächlich zum Volksbegehren, davon mündeten zwei in Volksentscheiden, die allerdings in beiden Fällen mit einer Beteiligung von weniger als 50 % der Stimmberechtigten erfolglos blieben:
- Volksentscheid zur entschädigungslosen Fürstenenteignung (1926): Kommunisten und später auch Sozialdemokraten bemühten sich um eine entschädigungslose Enteignung der früheren Fürsten in Deutschland. Das Begehren fand vom 4. bis zum 17. März statt, es trugen sich 12.523.939 Stimmberechtigte ein. Das waren 31,8 % aller Stimmberechtigten.[77] Der Entscheid am 20. Juni erbrachte 14.447.891 Ja-Stimmen bei einer Beteiligung von 39,3 %.[78]
- Volksbegehren gegen den Panzerkreuzerbau (1928): Die Kommunisten wollten den Bau eines Kriegsschiffs verhindern. Bereits das Begehren scheiterte,[79] nur 1.216.968 Wähler (lediglich 2,9 % der notwendigen 10 % aller Berechtigten) nahmen am Begehren teil.[78]
- Volksentscheid gegen den Young-Plan (1929): Die politische Soldatenvereinigung Stahlhelm, unterstützt von DNVP und NSDAP, forderte unter anderem die Ablehnung des Young-Plans, der die Reparationen nach dem Ersten Weltkrieg weiter regelte. Das Begehren vom 6. bis zum 19. Oktober erhielt 4.135.300 Eintragungen (10,0 % aller Stimmberechtigten),[80] der Volksentscheid am 22. Dezember 5.838.890 Ja-Stimmen bei einer Wahlbeteiligung von 14,9 %.[81]

### Weitere Abstimmungen

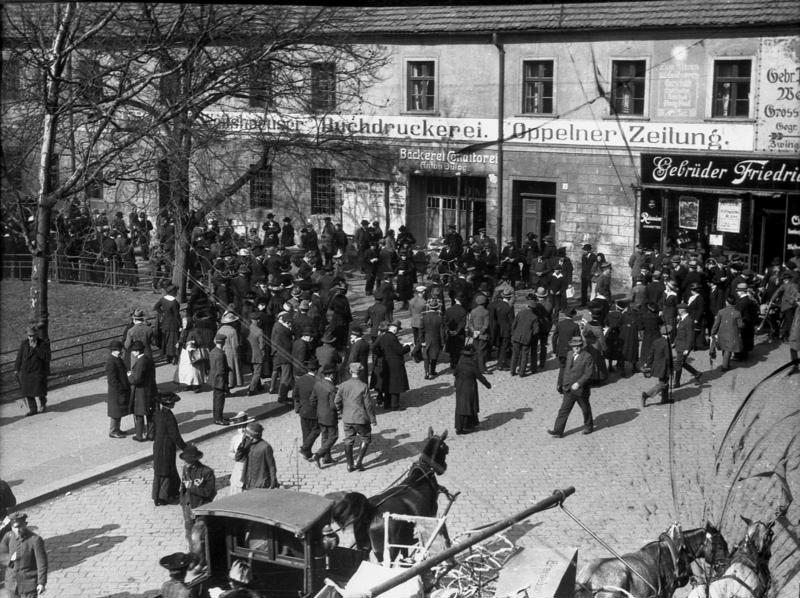
Oppeln 1921: Die Bevölkerung wartet auf das Ergebnis der Abstimmung über den Verbleib Oberschlesiens bei Deutschland.

Der Friedensvertrag von Versailles von 1919 bestimmte die Abtrennung von Gebieten Deutschlands. Teilweise gab es darüber Volksabstimmungen, und zwar in Schleswig, Eupen-Malmedy, Ost- und Westpreußen sowie in Oberschlesien. Über die Rückkehr des Saargebietes zu Deutschland entschieden die Einwohner erst 1935.

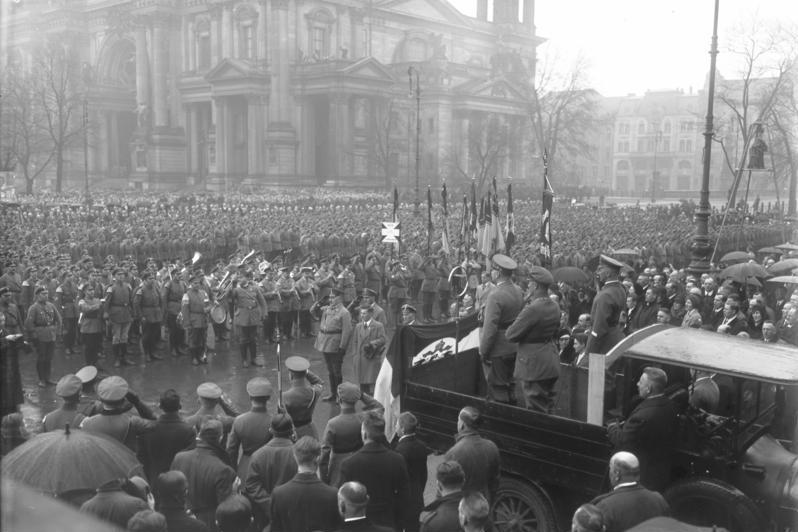
März 1931 im Berliner Lustgarten: Die Soldatenvereinigung Stahlhelm marschiert zum Auftakt des Volksbegehrens, das zur Auflösung des Preußischen Landtags führen sollte.

Zwei von der Reichsregierung angeordnete Volksabstimmungen behandelten die Neugliederung des Reichsgebietes:
- Am 3. September 1922 entschieden die betroffenen Stimmberechtigten gegen die Trennung der Provinz Oberschlesien vom Gliedstaat Preußen.[79]
- Am 18. Mai 1924 gab es eine Vorabstimmung in der Provinz Hannover über die mögliche Einrichtung eines von Preußen losgelösten Landes Hannover (mit Ausnahme des Regierungsbezirkes Aurich). Die Ja-Stimmen waren weniger als ein Drittel der Stimmberechtigten, so dass es zu keiner Hauptabstimmung mehr kam (Stimmberechtigte: 1.762.132, abgegebene gültige Stimmen: 542.388, Ja-Stimmen: 449.562).[82]

Auf der Ebene der Gliedstaaten gab es sechs Volksbegehren. Sie alle betrafen eine vorzeitige Landtagsauflösung: Hessen (Dezember 1926), Lippe-Detmold (März 1931), Preußen (April 1931), Anhalt (Juli 1931), Sachsen (März 1932) und Oldenburg (März 1932). Mit Ausnahme Anhalts waren alle diese Begehren erfolgreich, jedoch erhielt von den anschließenden Entscheiden nur der in Oldenburg eine Mehrheit. Die Landtagsauflösung in Oldenburg war damit der einzige erfolgreiche Volksentscheid der Weimarer Republik.

## Wahlen in den Ländern

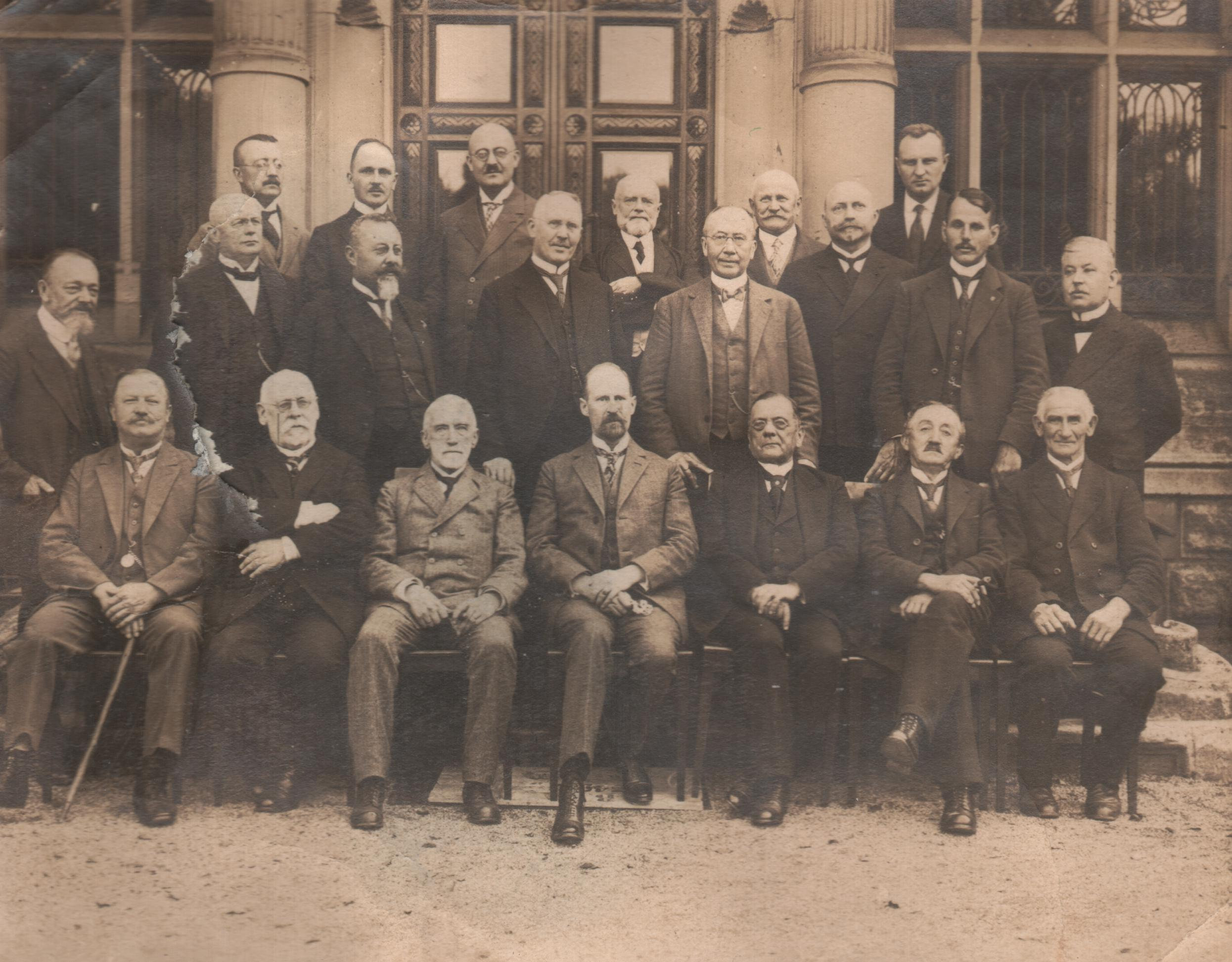
Mitglieder des Landtags von Sachsen-Meiningen, 1920.

Die Reichsverfassung bestimmte, dass in jedem Land die Volksvertretung „in allgemeiner, gleicher, unmittelbarer und geheimer Wahl von allen reichsdeutschen Männern und Frauen nach den Grundsätzen der Verhältniswahl gewählt“ wurde (Art. 17). Es gab Kritik daran, dass die Reichsverfassung den Ländern diese Grundsätze vorschrieb. Neben dem Wunsch von MSPD und USPD, diese Grundsätze für die Zukunft festzuschreiben, hatten die Befürworter auch das Verfassungsleben von Reich und Ländern harmonisieren wollen.
Landespolitiker strebten nach Wahlreformen und gerieten in Konflikt mit ihrer Partei auf Reichsebene. Ihrer Meinung nach waren ihre Sonderregelungen durchaus vereinbar mit Artikel 17, wie die Beschränkung des Wahlrechts in Bayern und Baden auf Landeskinder.
In den Ländern gelang es eher als im Reich, der Parteienzerplitterung im Parlament entgegenzutreten. Das lag daran, dass dort die Mehrheitsverhältnisse klarer, die Fraktionen weniger und die Regierungen stabiler waren. Die Landesparlamente wurden seltener aufgelöst und neu gewählt. Maßnahmen waren:
- Verkleinerung der Parlamente; dies wurde vor allem aus Kostengründen durchgeführt, machte aber auch eine natürliche Sperrwirkung gegen kleine Parteien aus
- Forderung nach mehr Unterschriften für neue Parteien, die einen Wahlvorschlag einreichen wollen, in Baden beispielsweise zwei % der Wahlberechtigten im jeweiligen Wahlkreis
- Kautionen, die nur zurückgezahlt wurden, wenn ein Kandidat oder eine Liste eine Mindestanzahl der Stimmen erhielt
- Höhere Stimmenzahlen waren nötig, damit eine Partei überhaupt Mandate erhielt; dies war vergleichbar mit dem Reichstagswahlsystem. In Württemberg musste eine Partei in vier Wahlkreisen auf mindestens ein Achtel der Stimmen kommen.[86]

Gegen diese Klauseln zogen benachteiligte Parteien vor den Staatsgerichtshof für das Deutsche Reich oder Gerichte in den Ländern. Tendenziell erhielten sie recht. Eine Wende trat 1929 ein, als der Staatsgerichtshof über die Beschränkung der Reststimmenverwertung in Preußen urteilen musste, die wörtlich aus dem Reichswahlgesetz übernommen worden war. Er entschied, dass die Reichsverfassung dem Gesetzgeber einen Spielraum bei der Konkretisierung der Wahlgrundsätze gebe.

## Politische Folgerungen in der Bundesrepublik

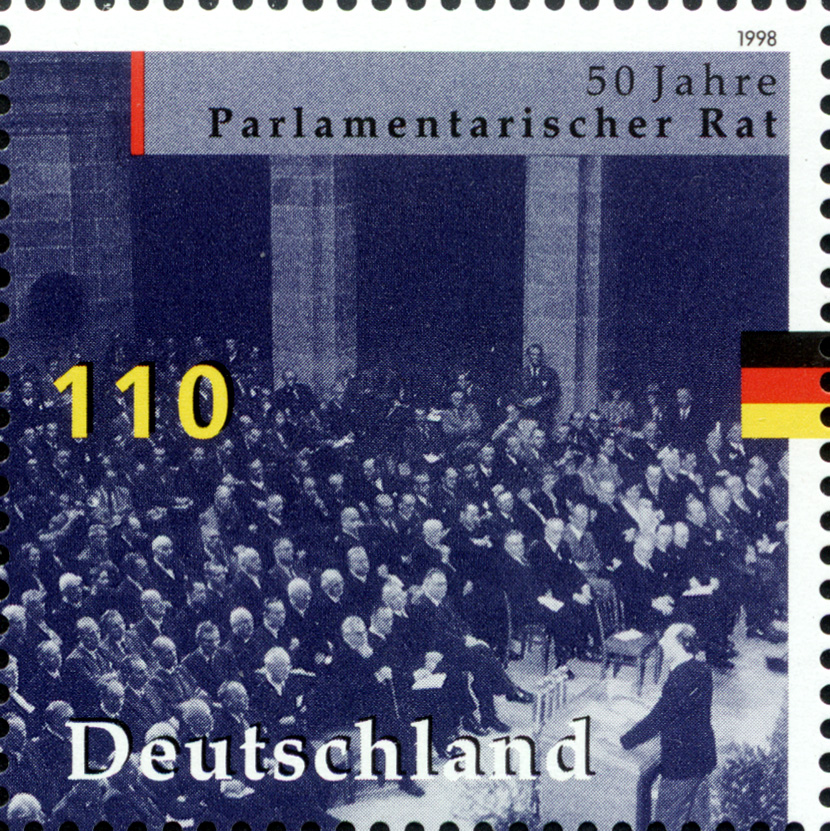
Der Parlamentarische Rat beriet 1948/1949 in Bonn über die Verfassung des westdeutschen Teilstaats.

Die meisten westdeutschen Politiker waren nach dem Zweiten Weltkrieg dafür, das Verhältniswahlrecht beizubehalten. Es sollte jedoch durch Sperrklauseln ergänzt werden. Sie knüpften mit ihren Überlegungen dort an, wo sie 1933 aufgehört hatten, und hielten den Gedanken der Repräsentation hoch, der Bildung des Gemeinwillens in Form von Koalitionsregierungen. Andere Politiker hingegen betrachteten die Wahl verstärkt unter dem Aspekt des Funktionalen, der Bildung stabiler Regierungen. Als dann 1948 der Parlamentarische Rat zusammenkam, waren bereits Vorentscheidungen gefallen: In den Ländern waren die Parlamente nach Verhältniswahlrecht mit Sperrklauseln gewählt worden. Im Rat befand eine Mehrheit ein Mehrheitswahlrecht weder für notwendig noch für erstrebenswert.
Die reine Verhältniswahl war dem Rat verdächtig, des Weimarer Beispiels wegen. Die SPD und die kleineren Parteien kamen zu dem Kompromiss, dass ein Teil der Abgeordneten nach der Verhältniswahl, ein Teil nach der Mehrheitswahl vergeben wurde. Die Direktmandate aus der letzteren jedoch wurden auf den Gesamtanteil angerechnet. Nach einem Hin und Her mit den Westalliierten kam das Wahlgesetz am 15. Juni 1949 zustande. Auf Initiative der CDU/CSU wurden nur noch diejenigen Parteien bei der Sitzverteilung berücksichtigt, die entweder fünf % aller Stimmen im Bundesgebiet (seit 1953, zuvor pro Land) oder ein Direktmandat erhalten.
Andere als Parlamentswahlen gibt es auf gesamtstaatlicher Ebene nicht mehr. Der Bundespräsident wird nicht direkt vom Volk, sondern von der Bundesversammlung gewählt. Das Grundgesetz spricht zwar von „Wahlen und Abstimmungen“, sieht aber Volksabstimmungen nur bei der Neueinteilung des Bundesgebietes vor. Volksentscheide gibt es zwar auf Länderebene, auf Bundesebene wurde gegen sie jedoch mit „schlechten Weimarer Erfahrungen“ argumentiert.

## Forschung

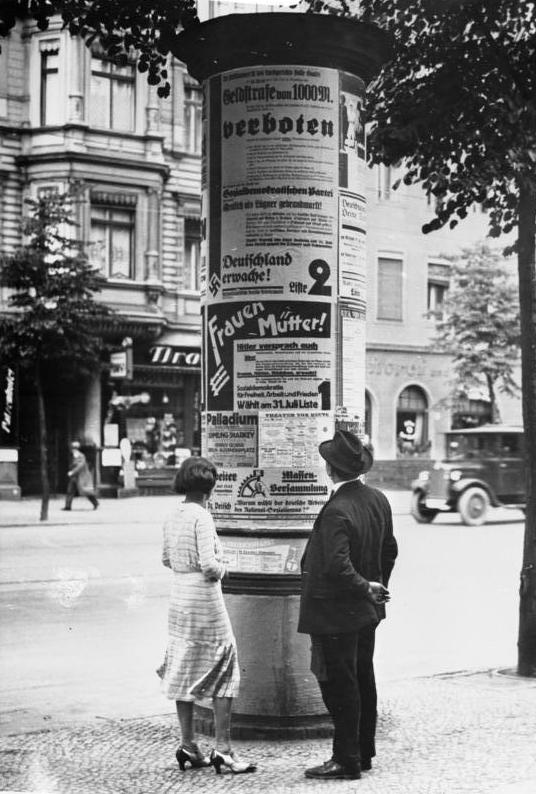
Reichstagswahl Juli 1932: Litfaßsäule mit Wahlplakaten

Gerade die ältere Literatur sah das Weimarer Wahlsystem als mitverantwortlich für die Katastrophe des Jahres 1933 an. Gerhard Schulz sieht im Wahlsystem den Grund für die Parteienzersplitterung und folglich für labile und kurzlebige Koalitionsregierungen, bei einem Mehrheitswahlsystem hätte die NSDAP 1930 nur einige wenige Sitze erhalten. „Es liegt auf der Hand, was allein diese Tatsache für die Geschichte dieser Partei und der Weimarer Republik bedeutet hätte.“ Der Politikwissenschaftler Ferdinand Hermens, ein unbedingter Befürworter des Mehrheitswahlsystems, hielt im amerikanischen Exil 1941 das Wahlsystem für den Hauptgrund für die Wahlerfolge der Nationalsozialisten.
Der Wahlforscher Dieter Nohlen lehnt die These ab, die Verhältniswahl habe zur Radikalisierung geführt, sondern denkt an soziale und wirtschaftliche Faktoren. Zur Parteienzersplitterung habe die Verhältniswahl beigetragen, den „Parteienpartikularismus“ habe es wegen sozialer und weltanschaulicher Trennlinien aber schon im Kaiserreich gegeben. Die Verhältniswahl habe solchen Faktoren Rechnung getragen, jene aber nicht bewirkt. Karl Dietrich Bracher zufolge können weder die Verhältniswahl noch das Frauenwahlrecht für die Radikalisierung verantwortlich gemacht werden.
Ähnlich meint Eberhard Schanbacher, dass die Parteienvielfalt sich bereits im Konstitutionalismus der Bismarckzeit herausgebildet habe. Damals hätten Weltanschauungsparteien entstehen können, die keine Regierung bilden und daher keine Kompromissfähigkeit entwickeln mussten. Jedoch habe das Weimarer Wahlsystem durchaus Neugründungen und Abspaltungen ermuntert. Bei einem relativen Mehrheitssystem wären wohl vier große, programmatisch breit angelegte Parteien entstanden.
Jürgen W. Falter vermutet, dass ein Mehrheitswahlsystem oder auch nur eine Fünf-Prozent-Hürde für größere politische Stabilität in den 1920er-Jahren gesorgt hätte. Dann wäre vielleicht nach 1930 der Verdruss über die alten Parteien nicht so groß gewesen. Die Verhältniswahl war demnach kein hinreichender, wohl aber ein begünstigender Faktor für den Aufstieg des Nationalsozialismus. Falter betont jedoch, es sei schwierig einzuschätzen, wie die Deutschen gewählt hätten, wenn Wahlen gemäß den Prinzipien des Mehrheitswahlsystems organisiert gewesen wären.

## Liste der Wahlen und Abstimmungen
Die folgende Tabelle listet die Wahlen und Abstimmungen in den Jahren 1919 bis 1933 auf. Wegen der besonderen Bedeutung des größten Landes wurde nicht nur die Reichsebene, sondern auch der Freistaat Preußen berücksichtigt.
| Ereignis                                                   | Datum                                                                                | Beteiligung in % | Anmerkungen |
| ---------------------------------------------------------- | ------------------------------------------------------------------------------------ | ---------------- | --- |
| Wahl zur Nationalversammlung                               | 19. Januar 1919                                                                      | 81,7             | Mehrheitsregierung von SPD, DDP und Zentrum |
| Wahl zur verfassungsgebenden Preußischen Landesversammlung | 26. Januar 1919                                                                      | 74,8             | Mehrheitsregierung von SPD, DDP und Zentrum |
| Wahl des Reichstags                                        | 6. Juni 1920; Nachwahlen in bestimmten Gebieten: 20. Februar 1921, 19. November 1922 | 79,2             | Erste reguläre Reichstagswahl seit 1912; Verlust der Mehrheit für SPD, DDP und Zentrum |
| Wahl des Preußischen Landtags                              | 20. Februar 1921                                                                     | 76,8             | |
| Wahl des Reichstags                                        | 4. Mai 1924                                                                          | 77,4             | Weitere Verluste für die republiktreuen Parteien |
| Wahl des Reichstags                                        | 7. Dezember 1924                                                                     | 78,8             | Geringe Erholung der republiktreuen Parteien |
| Wahl des Preußischen Landtags                              | 7. Dezember 1924                                                                     | 78,6             | |
| Wahl des Reichspräsidenten                                 | 29. März und 26. April 1925                                                          | 68,9 / 77,6      | Hindenburg gewählt |
| Volksentscheid zur entschädigungslosen Fürstenenteignung   | 20. Juni 1926                                                                        | 39,3             | Der Versuch von KPD und SPD, die ehemaligen Fürsten entschädigungslos zu enteignen, schlug fehl, bei 36,4 % Ja-Stimmen (auf alle Stimmberechtigten gezählt)                                 |
| Wahl des Reichstags                                        | 20. Mai 1928                                                                         | 75,6             | |
| Wahl des Preußischen Landtags                              | 20. Mai 1928                                                                         | 76,4             | |
| Volksentscheid gegen den Young-Plan                        | 22. Dezember 1929                                                                    | 14,9             | Der Versuch von Stahlhelm, DNVP und NSDAP, eine bestimmte Regelung über die Reparationen zu verhindern, schlug fehl, bei 13,8 % Ja-Stimmen (auf alle Stimmberechtigten gezählt)             |
| Wahl des Reichstags                                        | 14. September 1930                                                                   | 82,0             | Die NSDAP schoss von einer Splitterpartei auf den zweiten Rang auf |
| Volksentscheid zur Auflösung des Preußischen Landtags      | 31. August 1931                                                                      |                  | Der Volksentscheid wurde vom Stahlhelm, von der DVP, von den Rechtskreisen und auch von der KPD unterstützt, blieb aber mit 9.793.884 Ja-Stimmen (37,1 % aller Stimmberechtigten) erfolglos |
| Wahl des Reichspräsidenten                                 | 13. März und 10. April 1932                                                          | 86,2 / 83,5      | Hindenburg wiedergewählt |
| Wahl des Preußischen Landtags                              | 24. April 1932                                                                       | 82,1             | Gewinne der NSDAP bei Verlusten von SPD und der meisten bürgerlichen Parteien; keine klare Mehrheit, Regierung blieb geschäftsführend im Amt                                                |
| Wahl des Reichstags                                        | 31. Juli 1932                                                                        | 84,1             | Die extremistischen Parteien NSDAP und KPD kamen gemeinsam auf mehr als die Hälfte aller Abgeordneten                                                                                       |
| Wahl des Reichstags                                        | 6. November 1932                                                                     | 80,6             | Die NSDAP verlor deutlich an Stimmen, an der Vorherrschaft der Extremisten änderte dies aber nichts                                                                                         |
| Wahl des Reichstags                                        | 5. März 1933                                                                         | 88,8             | Trotz nationalsozialistischem Terror erhielt Reichskanzler Hitler nur mit der DNVP eine Mehrheit; letzte Reichstagswahl, an der nicht nur die NSDAP teilgenommen hat                        |
| Wahl des Preußischen Landtags                              | 5. März 1933                                                                         | 88,7             | |

→ Zu den folgenden Wahlen in der Zeit des Nationalsozialismus (1933 bis 1945), siehe Reichstagswahlen in Deutschland#Zeit des Nationalsozialismus (1933 bis 1945).